# Światowy Dzień Poezji
Światowy Dzień Poezji – święto obchodzone corocznie 21 marca, ustanowione przez UNESCO jesienią 1999 roku. Główne uroczystości tego święta odbywają się w Paryżu. Celem tego dnia jest promocja czytania, pisania, publikowania i nauczania poezji na całym świecie. UNESCO zadeklarowało, że ten dzień ma "dać nowy impuls, aby docenić poezję oraz poprzeć krajowe, regionalne i międzynarodowe ruchy poetyckie".
Dzień Poezji był kiedyś obchodzony 5 października. W drugiej połowie XX wieku społeczność światowa zaczęła go obchodzić 15 października, w dniu urodzin Wergiliusza, wybitnego poety starożytnego Rzymu. Tradycja obchodów tego święta w październiku utrzymuje się w wielu krajach, czasem w innym dniu lub w listopadzie.
W Stanach Zjednoczonych i Kanadzie kwiecień jest miesiącem poezji (ang. National Poetry Month).
Źródło
- Światowy Dzień Poezji na książka.net.pl [opublikowano: 2011-03-21]
- World Poetry Day na stronie ONZ (ang.)